# Days Go By (cançó)
«Days Go By» és el vint-i-sisè senzill de la banda californiana The Offspring, el primer extret del seu novè àlbum d'estudi i homònim.
Dexter Holland va començar a compondre la cançó el 2009 sent una de les primeres cançons del nou àlbum de The Offspring, però fou una de les últimes a ser completada. Per Internet es poden veure diverses versions que va penjar la banda amb parts diferents, ja siguin el riff de guitarra, la tornada o algunes estrofes. Holland va explicar que la lletra està dedicada a les persones que han passat una mala època, inclòs ell mateix. En la lletra explica que no importa que et sentis molt malament perquè ningú t'ajudarà a aixecar-te, ho has de superar tu mateix i tenir l'esperança que ho aconseguiràs.
La cançó fou utilitzada en diversos anuncis i també destaca en la banda sonora del videojoc NHL 13 d'EA Sports i com a material descarregable dels videojocs musicals Rock Band 3 i Rock Band Blitz.